# لیگ دسته‌یک والیبال مردان ایران ۱۳۷۱
لیگ برتر والیبال ایران ۱۳۷۱ سومین دوره مسابقات دسته‌یک والیبال ایران می‌باشد. در این دوره ۸ تیم شرکت داشتند و در پایان تیم بانک ملی تهران به قهرمانی این دوره از مسابقات لیگ ایران دست یافت.

## جدول رده‌بندی
| رتبه | تیم              |
| ---- | ---------------- |
| ۱    | بانک ملی تهران   |
| ۲    | بانک تجارت تهران |
| ۳    | ذوب‌آهن اصفهان    |

## رده‌بندی نهایی
| رتبه | تیم              |
| ---- | ---------------- |
| 1    | بانک ملی تهران   |
| 2    | بانک تجارت تهران |
| 3    | ذوب‌آهن اصفهان    |

|  | راه‌یافته به جام صلح ۱۹۹۳ |

| قهرمان فصل ۱۳۷۱ لیگ برتر ایران |
| ------------------------------ |
| بانک ملی تهران نخستین قهرمانی  |

|  |  |